# Morbier
Morbier – miejscowość i gmina we Francji, w regionie Burgundia-Franche-Comté, w departamencie Jura.
Według danych na rok 1990 gminę zamieszkiwały 1964 osoby, a gęstość zaludnienia wynosiła 56 osób/km² (wśród 1786 gmin Franche-Comté Morbier plasuje się na 76. miejscu pod względem liczby ludności, natomiast pod względem powierzchni na miejscu 20.).